# Asyndetus versicolor
Asyndetus versicolor är en tvåvingeart som beskrevs av Johnson 1924. Asyndetus versicolor ingår i släktet Asyndetus och familjen styltflugor. Inga underarter finns listade i Catalogue of Life.